# Estación de Manresa-Apeadero
Manresa-Apeadero (en catalán y oficialmente Manresa Baixador) es la estación término de las líneas R5 y R50 de la línea Llobregat-Noya de FGC y está situada en el centro de Manresa, Cataluña, España. Esta estación se inauguró en 1969 sustituyendo la anterior. 
Además de ésta, el municipio de Manresa tiene dos estaciones más de FGC y una estación de Rodalies Renfe, la estación de Manresa.

## Situación ferroviaria
Se sitúa en el punto kilométrico 61,4 de la línea férrea de ancho métrico Barcelona-Manresa, a 247 metros de altitud. El tramo es de vía única y está electrificado.
También formó parte de las siguientes líneas.
- Pk. 00,467 de la primitiva línea de FC de vía estrecha de Manresa a Suria.

- Pk. 03,091 de la primitiva línea de FC de vía estrecha de Manresa a Sallent.

- Pk. 03,091 de la desmantelada línea de FC de vía estrecha de Manresa a Berga, Olván y Guardiola de Berguedá.

## Historia
La estación fue inaugurada en 1969 y sustituye al antiguo apeadero de Manresa.

## La estación[2]
Esta peculiar estación, de carácter terminal, dispone de dos vías muertas con toperas movibles, con andenes laterales de 114 metros de longitud. El edificio de viajeros se sitúa al final de las líneas, en perpendicular a éstas. El edificio es bastante singular, ya que si bien la entrada es a nivel de la calle, las vías se sitúan por encima de ésta, en el segundo piso, pudiéndose efectuar el ingreso a las vías mediante un ascensor externo, añadido posteriormente. 

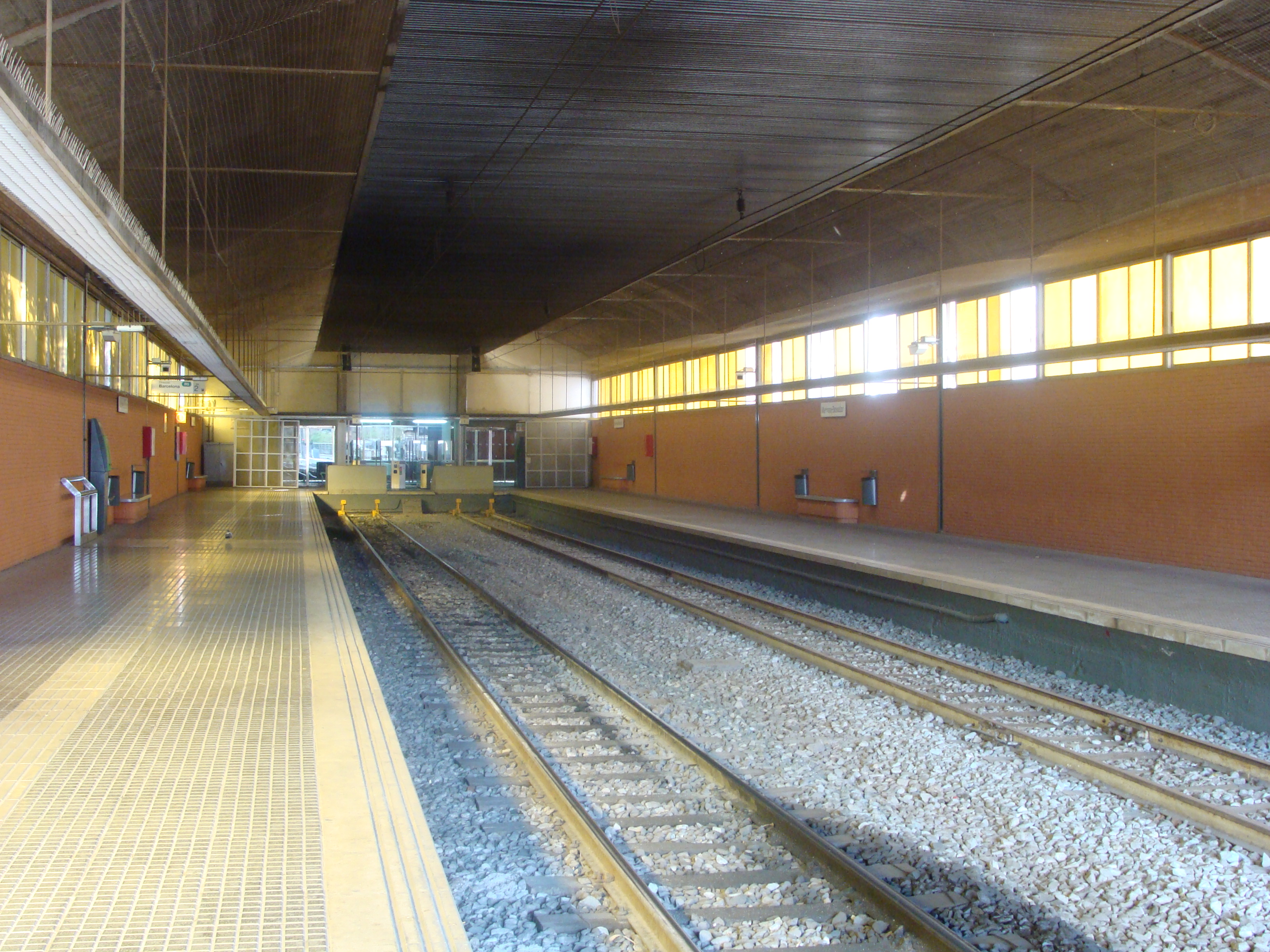
Interior de la estación.

El vestíbulo está situado a nivel de los andenes y dispone de dos máquinas de venta de billetes y puertas de control de acceso a los andenes. Los andenes de la estación están protegidos en su mayor parte por una cubierta. Antiguamente, del extremo de los andenes del costado de Martorell, se iniciaba el ramal de mercancías a Suria, ramal que actualmente hace un recorrido diferente a partir de Manresa Alta.

## Servicios ferroviarios
| << cabecera                  | < estación   | línea | estación > | cabecera >> |
| ---------------------------- | ------------ | ----- | ---------- | ----------- |
| Línea Llobregat-Anoia de FGC |              |       |            |             |
| Barcelona-Plaza España       | Manresa Alta |       | terminal   | terminal    |
| Barcelona-Plaza España       | Manresa Alta |       | terminal   | terminal    |